# Solana de Segan
La Solana de Segan és una solana del terme municipal de Conca de Dalt, a l'antic terme d'Hortoneda de la Conca, al Pallars Jussà, en territori que havia estat de la caseria de bordes de Segan.
Es troba a llevant d'Hortoneda i a migdia de Segan, al vessant meridional de la Serra de la Travessa, al nord-est del Cap de Roc del Graller.